# 부민병원
의료법인 인당의료재단 부민병원 또는 부산부민병원은 부산광역시 북구 만덕대로 59 에 위치한 종합병원이다.
의료법인 인당의료재단에서 운영하는 제1병원이며, 척추·관절 특화 병원으로 알려져 있다.

## 연혁
- 1985년 5월 정흥태 정형외과 의원 개원
- 1990년 8월 부민정형외과의원 개원 (부산 덕천동)
- 1996년 11월 부민병원 개원
- 1998년 척추의학연구소, 관절의학연구소 개소
- 2002년 4월 신관 증축
- 2003년 1월 종합병원으로 승격
- 2008년 11월 의료법인 인당의료재단 설립